# Tortuguero
Tortuguero, qui peut se traduire par la « terre des tortues », est un village du Costa Rica situé sur l'île du même nom, au bord de la mer des Caraïbes, dans la province de Limón. Il a donné son nom au parc national de Tortuguero.

## Histoire
Les premiers habitants de Tortuguero sont des Mayas de l'époque pré-colombienne. Les premiers colons espagnols fondent San Juan de la Cruz en 1541, à environ 40 kilomètres au nord de Tortuguero. Au XIXe siècle, les marins et les marchands connaissaient Tortuguero en raison des milliers de tortues de mer qui y nichaient. Les Européens recherchaient la viande et l'huile de tortue, ainsi que leurs coques. À partir des années 1940, l'exploitation et le commerce du bois provoquent une explosion démographique, la population de Tortuguero quadruplant. Avec la fin de l'exploitation forestière, Tortuguero a connu une crise de surpopulation avant de se reconvertir aujourd'hui dans le tourisme.

## Géographie
Le village est situé sur un banc de sable, séparé du continent par la rivière Tortuguero et en bordure de la mer des Caraïbes. Tortuguero est célèbre pour ses canaux navigables qui traversent la forêt tropicale dans le parc national, ce qui lui vaut le surnom d'« Amazonie de l'Amérique centrale ».
Les plages près de Tortuguero constituent des sites de nidification pour quatre espèces de tortues de mer, y compris trois espèces en voie d'extinction, la tortue luth, la tortue verte et la tortue imbriquée. Le parc national est également l'hôte de l'incroyable biodiversité des insectes, des oiseaux résidents et migrateurs et de mammifères, y compris le jaguar et quatre espèces de singe. 
L'île possède quatre stations biologiques qui opèrent à partir de la zone immédiatement autour du village et qui se concentrent sur la recherche et la conservation de l'écologie locale, en particulier les tortues.

## Démographie
Le petit village, qui ne peut être atteint que par bateau ou avion, est soutenu presque entièrement par l'éco-tourisme. La population est estimée à un peu plus de 1000 habitants et l'ensemble de l'île est sans voiture.